# Dorotowo (przystanek kolejowy)
Dorotowo – nieczynny przystanek kolejowy, a dawniej także stacja w Dorotowie na linii kolejowej Świecie nad Wisłą – Złotów, w województwie kujawsko-pomorskim. Przystanek został zamknięty 21 maja 1995 roku. W okresie międzywojennym była to graniczna stacja po stronie polskiej.